# Bandeira do Paraguai

Bandeira do Paraguai (reverso). Proporções: 1:2

Estandarte presidencial do Paraguai.

A bandeira do Paraguai foi adaptada em 1842 (seguindo o que foi estabelecido na Confederación que la Junte gouvernante d'Asunción). Os emblemas e as proporções têm variado com o tempo.
A bandeira tem três listras coloridas em vermelho, branco e azul. As cores foram influenciadas pela tricolor francesa, que é um símbolo de libertação. O simbolismo das cores é muito rico para o povo paraguaio. O vermelho simboliza patriotismo, coragem, heroísmo, igualdade e justiça; o branco simboliza pureza, firmeza, união e paz; o azul simboliza tranquilidade, amor, conhecimento, verdade e liberdade.
Os emblemas dos dois lados da bandeira são diferentes. No anverso consta de uma estrela amarela de cinco pontas disposta no interior de uma grinalda verde encimada pelas palavras Republica del Paraguay. A estrela de Maio representa a data da independência, 14 de Maio de 1811. Na parte de trás da bandeira (reverso) encontra-se o Selo do Tesouro do Paraguai: um leão com o barrete vermelho da liberdade no topo de uma vara e contendo as palavras Paz y Justicia. O Selo do Tesouro é o símbolo da defesa da liberdade nacional, que é representada pelo leão guardando o barrete frígio. Em 2013 a bandeira sofreu uma revisão, o brasão de armas foi simplificado e o design voltou a ser parecido com a forma original.

## Evolução histórica da bandeira

Primeira bandeira provisória de 1811. Proporções: 2:3
Segunda bandeira provisória de 1811. Proporções: 2:3
Terceira bandeira provisória, de 1811 a 1812. Proporções: 2:3
Bandeira de 1812 a 1826. Proporções: 1:2
Bandeira de 1826 a 1842. Proporções: 2:3
Bandeira de 1842 a 1954. Proporções: 2:3
Lado reverso da bandeira, de 1842 a 1954. Proporções: 2:3
Bandeira de 1954 a 1988. Proporções: 1:2
Lado reverso da bandeira, de 1954 a 1988. Proporções: 1:2
Bandeira de 1988 a 1990. Proporções: 3:5
Lado reverso da bandeira, de 1988 a 1990. Proporções: 3:5
Bandeira de 1990 a 2013. Proporções: 3:5
Lado reverso da bandeira, de 1990 a 2013. Proporções: 3:5